# La Guajira (departamento)
La Guajira é o departamento mais setentrional da Colômbia, situado na península homônima e banhado pelo Mar do Caribe ao norte e a oeste. A leste faz fronteira com a Venezuela, ao sul faz fronteira com o departamento de Cesar e a sudoeste com o de Magdalena.
O departamento é isolado do restante do país pela Sierra Nevada de Santa Marta. A temperatura média fica entre 27 e 30 °C, e o o clima é o mais seco do país.
A população, concentrada na banda oriental do departamento, é mestiça ou índia - o DANE estima que 45% sejam indígenas, habitantes das 11 reservas aí existentes. 7,5% da população são afro-colombianos. 
A principal atividade econômica é a mineração, destacando-se a extração de sal. Também têm peso na economia de Guajira a extração do carvão e do gás natural, além do turismo, agricultura (gergelim, arroz, sorghum, algodão, mandioca, cana-de-açúcar e tabaco) e pecuária, principalmente caprina. Maicao é o principal centro comercial.

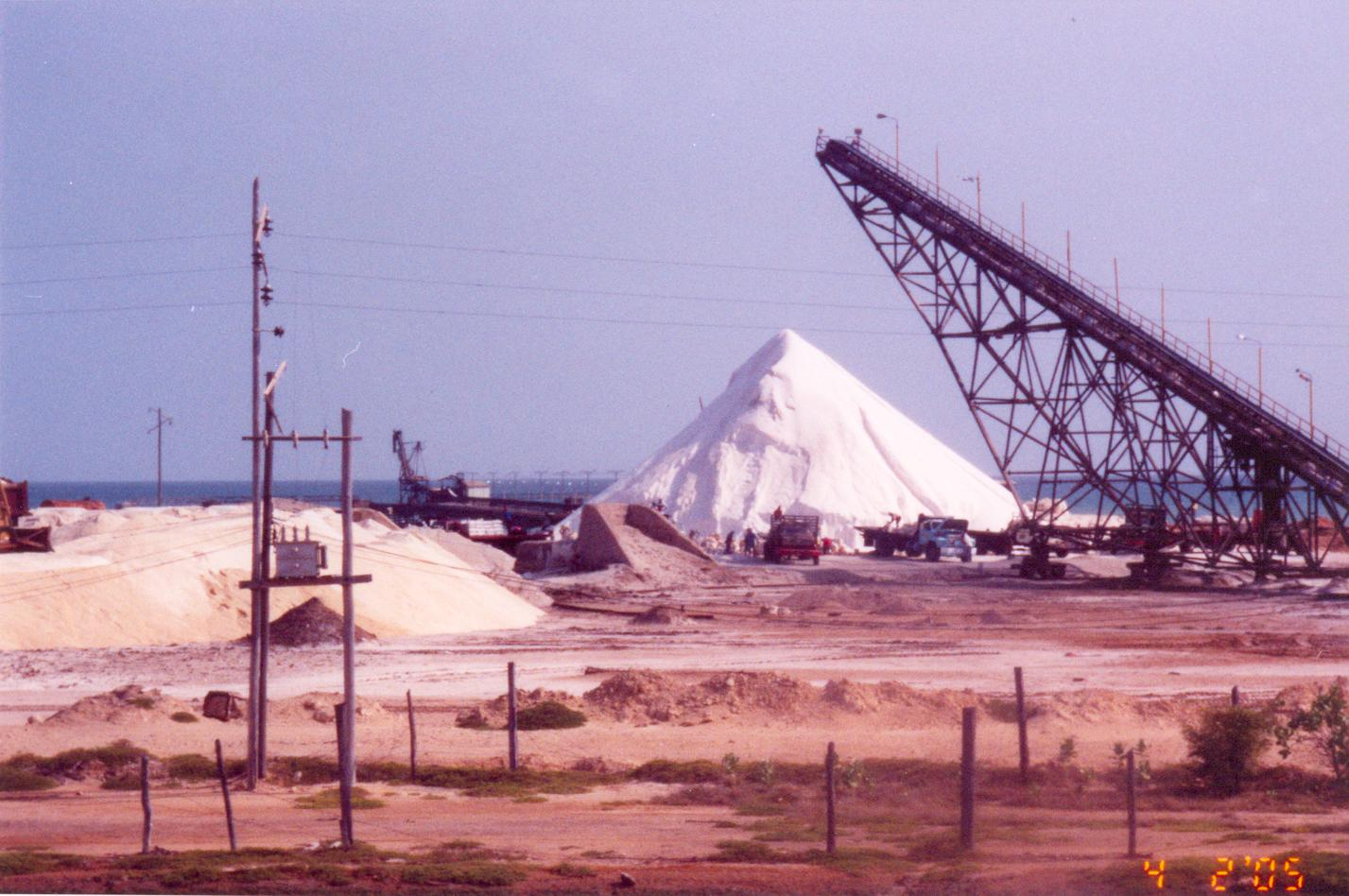
Extração de sal em Guajira.

## Municípios
São 15 os municípios de Guajira. Os mais populosos são Riohacha e Maicao.
Riohacha, Albania, Barrancas, Dibulla, Distracción, El Molino, Fonseca, Hatonuevo, La Jagua del Pilar, Maicao, Manaure, San Juan del Cesar, Uribia, Urumita, Villanueva.

### Etnias
| Cor/Raça           | Porcentagem |
| ------------------ | ----------- |
| Mestiços e Brancos | 47,58%      |
| Indígenas          | 44,94%      |
| Afro-colombianos   | 7,48%       |

## Línguas
Na República da Colômbia, a língua oficial é o espanhol , que por sua vez é co-oficial em La Guajira junto com o Wayúu (a língua dos Guajiros) através da Portaria Departamental de 1992, porque esta cidade representa mais de 40% da população total do departamento. Existem também outras línguas nativas americanas, são: Damana do povo Wiwa, Iká de Arhuaco, Koguián de Kogui, Kankuamo da etnia homônima; e o Zenú falado pelos Zenúes, povo nativo do Departamento de Córdoba .

## Festivais
Festival Francisco el Hombre em Riohacha
Festival Cuna de Acordeones em Villanueva
Festival Nacional e Internacional Divi Divi e Reinado em Riohacha
Festival da Cultura Wayúu de Uribia,
Festival Nacional de Compositores de San Juan del Cesar
Festival de Cantores de El Molino
Festival da Fronteira de Maicao
Festival do Retorno de Fonseca
Festival da Amizade de Hatonuevo
Festival e Reinado Nacional de Barrancas.